# Piliocolobus langi
Piliocolobus langi (лат.) — вид млекопитающих из семейства мартышковых отряда приматов.

## Классификация
Ранее считался подвидом Piliocolobus foai, однако более поздние классификации возводят его в ранг вида.

## Описание
Длина тела самцов в среднем 50 см, самок в среднем 48,5 см, длина хвоста самцов в среднем 66,5 см, длина хвоста самок от 44 до 66,5 см. Вес самцов в среднем 9 кг, вес самок в среднем 7,7 кг.

## Распространение
Встречается в низинных дождевых тропических лесах в северо-восточной части Демократической республики Конго между реками Луалаба и Арувими.